# پری اوبرایان
پری اوبرایان (انگلیسی: Parry O'Brien؛ زاده ۲۸ ژانویهٔ ۱۹۳۲ درگذشته ۲۱ آوریل ۲۰۰۷) یک ورزشکار پرتاب وزنه اهل ایالات متحده آمریکا بود.